# 14e Filipijns Congres
Het 14e Filipijns Congres was een zitting van het Filipijns Congres van 23 juli 2007 tot 4 juni 2010. Het Congres is in deze periode samengesteld uit een hogerhuis, de Senaat van de Filipijnen en een lagerhuis, het Filipijns Huis van Afgevaardigden. De termijn van het 14 Filipijns Congres viel samen met de laatste drie jaar van de ambtsperiode van president Gloria Macapagal-Arroyo.

## Leiders

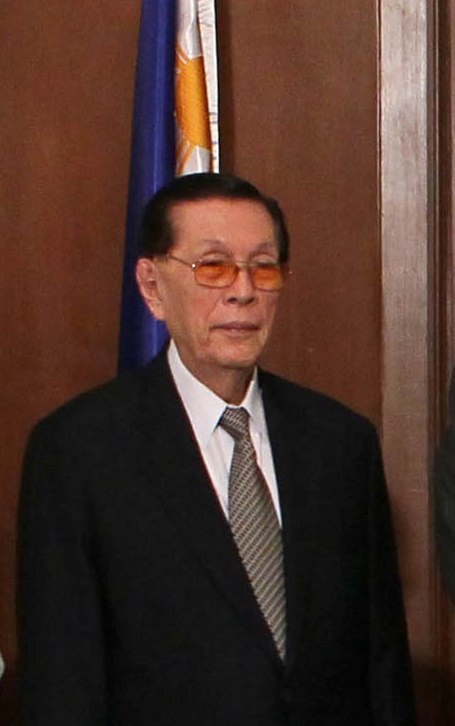
senaatspresident Juan Ponce Enrile

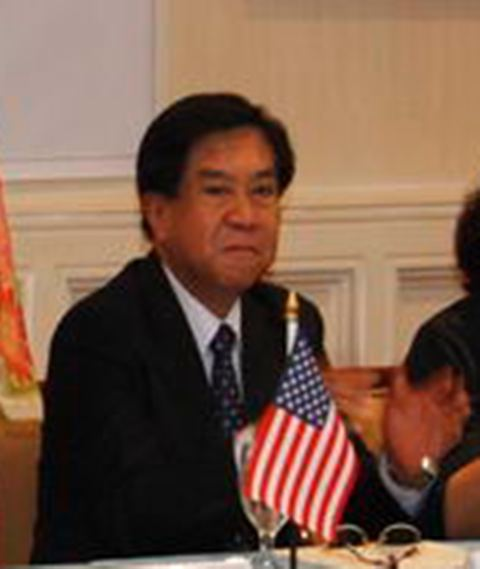
voorzitter van het Huis Prospero Nograles

### Senaat
- President van de Senaat:

Manuel Villar tot 17 november 2008
Juan Ponce Enrile (PMP), vanaf 17 november 2008
- President van de Senaat Pro tempore:

Jinggoy Estrada (PMP)
- Leider van de meerderheid:

Francis Pangilinan (Liberal Party), tot 2008
Juan Miguel F. Zubiri (Lakas-Kampi-CMD), vanaf 2008
- Leider van de minderheid:

Aquilino Pimentel jr. (PDP-LABAN)

### Huis van Afgevaardigden
- Voorzitter (Speaker):

Feliciano Belmonte jr. (4e district van Pangasinan, Lakas-CMD)
Prospero Nograles (1e district van Davao, Lakas-Kampi-CMD), gekozen op 5 februari 2008
- Vicevoorzitters (Deputy Speakers):

Arnulfo Fuentebella (3e district van Camarines Sur, NPC)
Eric Singson (2e district van Ilocos Sur, Lakas-Kampi-CMD)
Raul del Mar (1e district van Cebu City, BO-PK/Liberal)
Pablo Garcia (2e district van Cebu, One Cebu/Lakas-Kampi-CMD)
Simeon Datumanong (2e district van Maguindanao, Lakas-Kampi-CMD)
Maria Amelita Villarosa (Occidental Mindoro, Lakas-Kampi-CMD)
- Leider Meerderheid (Majority Floor Leader):

Arthur Defensor sr (3e district van Iloilo, Lakas-Kampi-CMD)
- Leider Minderheid (Minority Floor Leader):

Ronaldo Zamora (San Juan City, Nacionalista)

## Leden

### Senaat
|        | Senator                  | Partij          | Termijn(en) | Termijn(en) | Termijn(en) |
| Aantal | Senator                  | Partij          | Start       | Einde       |             |
| ------ | ------------------------ | --------------- | ----------- | ----------- | ----------- |
|        | Edgardo Angara           | LDP             | 2           | 2007        | 2013        |
|        | Benigno Aquino III       | Liberal         | 1           | 2007        | 2013        |
|        | Joker Arroyo             | Lakas-Kampi-CMD | 2           | 2007        | 2013        |
|        | Rodolfo Biazon           | Liberal         | 2           | 2004        | 2010        |
|        | Alan Peter Cayetano      | Nacionalista    | 1           | 2007        | 2013        |
|        | Pia Cayetano             | Nacionalista    | 1           | 2004        | 2010        |
|        | Miriam Defensor-Santiago | PRP             | 1           | 2004        | 2010        |
|        | Francis Escudero         | onafhankelijk   | 1           | 2007        | 2013        |
|        | Jinggoy Estrada          | PMP             | 1           | 2004        | 2010        |
|        | Juan Ponce Enrile        | PMP             | 1           | 2004        | 2010        |
|        | Richard Gordon           | Bagumbayan-VNP  | 1           | 2004        | 2010        |
|        | Gregorio Honasan         | onafhankelijk   | 1           | 2007        | 2013        |
|        | Panfilo Lacson           | onafhankelijk   | 2           | 2007        | 2013        |
|        | Lito Lapid               | Lakas-Kampi-CMD | 1           | 2004        | 2010        |
|        | Loren Legarda            | NPC             | 1           | 2007        | 2013        |
|        | Jamby Madrigal           | onafhankelijk   | 1           | 2004        | 2010        |
|        | Francis Pangilinan       | Liberal         | 2           | 2007        | 2013        |
|        | Aquilino Pimentel jr.    | PDP-Laban       | 1           | 2004        | 2010        |
|        | Bong Revilla             | Lakas-Kampi-CMD | 1           | 2004        | 2010        |
|        | Mar Roxas                | Liberal         | 1           | 2004        | 2010        |
|        | Antonio Trillanes IV     | Nacionalista    | 1           | 2007        | 2013        |
|        | Manny Villar             | Nacionalista    | 2           | 2007        | 2013        |
|        | Juan Miguel Zubiri       | Lakas-Kampi-CMD | 1           | 2007        | 2013        |
|        | vacant                   | —               | —           | 2004        | 2013        |

### Huis van Afgevaardigden
De termijn van alle leden van het Huis van Afgevaardigden van het 14e Congres van de Filipijnen liep van 30 juni 2007 tot 30 juni 2010.

#### District afgevaardigden
| Provincie/Stad      | District        | Afgevaardigden | Afgevaardigden                    | Partij                       | Termijn |
| ------------------- | --------------- | -------------- | --------------------------------- | ---------------------------- | ------- |
| Abra                | Abra            |                | Cecilia Seares-Luna               | Lakas-Kampi-CMD              | 1       |
| Agusan del Norte    | 1e              |                | Jose Aquino II                    | Lakas-Kampi-CMD              | 1       |
| Agusan del Norte    | 2e              |                | Edelmiro Amante                   | Lakas-Kampi-CMD              | 1       |
| Agusan del Sur      | Agusan del Sur  |                | Rodolfo Plaza                     | NPC                          | 3       |
| Aklan               | Aklan           |                | Florencio Miraflores              | Lakas-Kampi-CMD              | 2       |
| Albay               | 1e              |                | Edcel Lagman                      | Lakas-Kampi-CMD              | 2       |
| Albay               | 2e              |                | Al Francis Bichara                | Nacionalista                 | 1       |
| Albay               | 3e              |                | Reno Lim                          | NPC                          | 1       |
| Antipolo            | 1e              |                | Roberto Puno                      | Lakas-Kampi-CMD              | 1       |
| Antipolo            | 2e              |                | Angelito Gatlabayan               | Lakas-Kampi-CMD              | 1       |
| Antique             | Lone            |                | Exequiel Javier                   | Lakas-Kampi-CMD              | 3       |
| Apayao              | Apayao          |                | Elias Bulut jr.                   | NPC                          | 3       |
| Aurora              | Aurora          |                | Juan Edgardo Angara               | LDP                          | 2       |
| Bacolod             | Bacolod         |                | Monico Puentevella                | Lakas-Kampi-CMD              | 3       |
| Baguio              | Baguio          |                | Mauricio Domogan                  | Lakas-Kampi-CMD              | 3       |
| Basilan             | Basilan         |                | Wahab Akbar(tot 13 november 2007) | Liberal Party                | 1       |
| Basilan             | Basilan         | Vacant         |                                   |                              |         |
| Bataan              | 1e              |                | Herminia Roman                    | Lakas-Kampi-CMD              | 1       |
| Bataan              | 2e              |                | Albert Garcia                     | Lakas-Kampi-CMD              | 2       |
| Batanes             | Batanes         |                | Carlo Oliver Diasnes              | Lakas-Kampi-CMD              | 1       |
| Batangas            | 1e              |                | Eileen Ermita-Buhain              | Lakas-Kampi-CMD              | 3       |
| Batangas            | 2e              |                | Hermilando Mandanas               | Liberal                      | 2       |
| Batangas            | 3e              |                | Victoria Hernandez-Reyes          | Lakas-Kampi-CMD              | 3       |
| Batangas            | 4e              |                | Mark Mendoza                      | NPC                          | 1       |
| Benguet             | Benguet         |                | Samuel Dangwa                     | Lakas-Kampi-CMD              | 3       |
| Biliran             | Biliran         |                | Glenn Chong                       | Lakas-Kampi-CMD              | 1       |
| Bohol               | 1e              |                | Edgar Chatto                      | Lakas-Kampi-CMD              | 3       |
| Bohol               | 2e              |                | Roberto Cajes                     | Lakas-Kampi-CMD              | 3       |
| Bohol               | 3e              |                | Adam Jala                         | Lakas-Kampi-CMD              | 1       |
| Bukidnon            | 1e              |                | Candido Pancrudo jr.              | Lakas-Kampi-CMD              | 1       |
| Bukidnon            | 2e              |                | Teofisto Guingona III             | Liberal                      | 2       |
| Bukidnon            | 3e              |                | Jose Zubiri III                   | Lakas-Kampi-CMD              | 1       |
| Bulacan             | 1e              |                | Maria Victoria Sy-Alvarado        | Lakas-Kampi-CMD              | 1       |
| Bulacan             | 2e              |                | Pedro Pancho                      | Lakas-Kampi-CMD              | 2       |
| Bulacan             | 3e              |                | Lorna Silverio                    | Lakas-Kampi-CMD              | 3       |
| Bulacan             | 4e              |                | Reylina Nicolas                   | Lakas-Kampi-CMD              | 3       |
| Cagayan             | 1e              |                | Sally Ponce Enrile                | NPC                          | 1       |
| Cagayan             | 2e              |                | Florencio Vargas                  | Lakas-Kampi-CMD              | 2       |
| Cagayan             | 3e              |                | Manuel Mamba                      | Liberal                      | 3       |
| Cagayan de Oro      | 1e              |                | Rolando Uy                        | Nacionalista                 | 1       |
| Cagayan de Oro      | 2e              |                | Rufus Rodriguez                   | PMP                          | 1       |
| Caloocan            | 1e              |                | Oscar Malapitan                   | Nacionalista                 | 2       |
| Caloocan            | 2e              |                | Mitzi Cajayon                     | Lakas-Kampi-CMD              | 1       |
| Camarines Norte     | Camarines Norte |                | Liwayway Vinzons-Chato            | Liberal                      | 1       |
| Camarines Sur       | 1e              |                | Dato Arroyo                       | Lakas-Kampi-CMD              | 1       |
| Camarines Sur       | 2e              |                | Luis R. Villafuerte sr.           | NPC                          | 2       |
| Camarines Sur       | 3e              |                | Arnulfo Fuentebella               | NPC                          | 2       |
| Camarines Sur       | 4e              |                | Felix Alfelor jr.                 | Lakas-Kampi-CMD              | 3       |
| Camiguin            | Camiguin        |                | Pedro Romualdo                    | Lakas-Kampi-CMD              | 1       |
| Capiz               | 1e              |                | Antonio Del Rosario               | Liberal                      | 1       |
| Capiz               | 2e              |                | Fredenil Castro                   | Lakas-Kampi-CMD              | 3       |
| Catanduanes         | Catanduanes     |                | Joseph Santiago                   | NPC                          | 3       |
| Cavite              | 1e              |                | Joseph Emilio Abaya               | Liberal                      | 2       |
| Cavite              | 2e              |                | Elpidio Barzaga jr.               | Lakas-Kampi-CMD              | 1       |
| Cavite              | 3e              |                | Crispin Remulla                   | Nacionalista                 | 2       |
| Cebu                | 1e              |                | Eduardo Gullas                    | Nacionalista/Alayon          | 2       |
| Cebu                | 2e              |                | Pablo Garcia                      | Lakas-Kampi-CMD/1-CEBU       | 1       |
| Cebu                | 3e              |                | Pablo John Garcia                 | Lakas-Kampi-CMD/1-CEBU       | 1       |
| Cebu                | 4e              |                | Celestino Martinez III            | Liberal                      | 1       |
| Cebu                | 5e              |                | Ramon Durano VI                   | NPC                          | 1       |
| Cebu                | 6e              |                | Nerissa Corazon Soon-Ruiz         | Nacionalista                 | 3       |
| Cebu City           | 1e              |                | Raul del Mar                      | Liberal/BO-PK                | 3       |
| Cebu City           | 2e              |                | Antonio Cuenco                    | Lakas-Kampi-CMD/Kusug/PROMDI | 3       |
| Compostela Valley   | 1e              |                | Manuel Zamora                     | Lakas-Kampi-CMD              | 3       |
| Compostela Valley   | 2e              |                | Rommel Amatong                    | Lakas-Kampi-CMD              | 1       |
| Davao City          | 1e              |                | Prospero Nograles                 | Lakas-Kampi-CMD              | 3       |
| Davao City          | 2e              |                | Vincent Garcia                    | NPC                          | 3       |
| Davao City          | 3e              |                | Isidro Ungab                      | Liberal                      | 1       |
| Davao del Norte     | 1e              |                | Arrel Olaño                       | Lakas-Kampi-CMD              | 3       |
| Davao del Norte     | 2e              |                | Antonio Lagdameo jr.              | Lakas-Kampi-CMD              | 1       |
| Davao del Sur       | 1e              |                | Marc Douglas Cagas IV             | Nacionalista                 | 1       |
| Davao del Sur       | 2e              |                | Franklin Bautista                 | Lakas-Kampi-CMD              | 1       |
| Davao Oriental      | 1e              |                | Nelson Dayanghirang               | Nacionalista                 | 1       |
| Davao Oriental      | 2e              |                | Thelma Almario                    | Lakas-Kampi-CMD              | 1       |
| Dinagat Islands     | Dinagat Islands |                | Glenda Ecleo                      | Lakas-Kampi-CMD              | 3       |
| Eastern Samar       | Eastern Samar   |                | Teodolo Coquilla                  | Lakas-Kampi-CMD              | 1       |
| Guimaras            | Guimaras        |                | Joaquin Carlos Nava               | Lakas-Kampi-CMD              | 1       |
| Ifugao              | Ifugao          |                | Solomon Chungalao                 | Lakas-Kampi-CMD              | 3       |
| Ilocos Norte        | 1e              |                | Roque Ablan jr.                   | Lakas-Kampi-CMD              | 3       |
| Ilocos Norte        | 2e              |                | Ferdinand Marcos jr.              | Nacionalista                 | 1       |
| Ilocos Sur          | 1e              |                | Ronald Singson                    | Lakas-Kampi-CMD              | 1       |
| Ilocos Sur          | 2e              |                | Eric Singson                      | Lakas-Kampi-CMD              | 3       |
| Iloilo              | 1e              |                | Janette Garin                     | Lakas-Kampi-CMD              | 2       |
| Iloilo              | 2e              |                | Judy Syjuco                       | Lakas-Kampi-CMD              | 2       |
| Iloilo              | 3e              |                | Arthur Defensor sr.               | Lakas-Kampi-CMD              | 3       |
| Iloilo              | 4e              |                | Ferjenel Biron                    | Nacionalista                 | 2       |
| Iloilo              | 5e              |                | Niel Tupas jr.                    | Liberal/UGYON                | 1       |
| Iloilo City         | Iloilo City     |                | Raul Gonzalez jr.                 | Lakas-Kampi-CMD              | 2       |
| Isabela             | 1e              |                | Rodolfo Albano                    | Lakas-Kampi-CMD              | 2       |
| Isabela             | 2e              |                | Edwin Uy                          | Liberal                      | 3       |
| Isabela             | 3e              |                | Faustino Dy III                   | NPC                          | 3       |
| Isabela             | 4e              |                | Giorgidi Aggabao                  | NPC                          | 1       |
| Kalinga             | Lone            |                | Manuel Agyao                      | Lakas-Kampi-CMD              | 1       |
| La Union            | 1e              |                | Victor Francisco Ortega           | Lakas-Kampi-CMD              | 1       |
| La Union            | 2e              |                | Tomas M. Dumpit jr.               | Lakas-Kampi-CMD              | 1       |
| Laguna              | 1e              |                | Danilo Fernandez                  | Lakas-Kampi-CMD              | 1       |
| Laguna              | 2e              |                | Justin Marc Chipeco               | Nacionalista                 | 2       |
| Laguna              | 3e              |                | Maria Evita Arago                 | Liberal                      | 1       |
| Laguna              | 4e              |                | Edgar San Luis                    | NPC                          | 1       |
| Lanao del Norte     | 1e              |                | Vicente Belmonte jr.              | Liberal                      | 1       |
| Lanao del Norte     | 2e              |                | Abdullah D. Dimaporo              | Lakas-Kampi-CMD              | 3       |
| Lanao del Sur       | 1e              |                | Faysah Dumarpa                    | Nacionalista                 | 3       |
| Lanao del Sur       | 2e              |                | Pangalian Balindong               | Lakas-Kampi-CMD              | 1       |
| Las Piñas           | Lone            |                | Cynthia Villar                    | Nacionalista                 | 3       |
| Leyte               | 1e              |                | Ferdinand Martin Romualdez        | Lakas-Kampi-CMD              | 1       |
| Leyte               | 2e              |                | Trinidad Apostol                  | Lakas-Kampi-CMD              | 3       |
| Leyte               | 3e              |                | Andreas Salvacion jr.             | Lakas-Kampi-CMD              | 1       |
| Leyte               | 4e              |                | Eufrocino Codilla sr.             | Lakas-Kampi-CMD              | 3       |
| Leyte               | 5e              |                | Carmen Cari                       | Lakas-Kampi-CMD              | 3       |
| Maguindanao         | 1e              |                | Didagen Dilangalen                | PMP                          | 1       |
| Maguindanao         | 2e              |                | Simeon Datumanong                 | Lakas-Kampi-CMD              | 2       |
| Makati              | 1e              |                | Teodoro Locsin jr.                | PDP-Laban                    | 3       |
| Makati              | 2e              |                | Mar-Len Abigail Binay             | PDP-Laban                    | 1       |
| Malabon–Navotas     | Lone            |                | Josephine Lacson-Noel             | NPC                          | 1       |
| Mandaluyong         | Lone            |                | Neptali Gonzales II               | Liberal                      | 1       |
| Manilla             | 1e              |                | Benjamin Asilo                    | Liberal/KKK                  | 1       |
| Manilla             | 2e              |                | Jaime Lopez                       | Liberal/KKK                  | 3       |
| Manilla             | 3e              |                | Maria Zenaida Angping             | NPC                          | 1       |
| Manilla             | 4e              |                | Maria Theresa David               | Lakas-Kampi-CMD              | 1       |
| Manilla             | 5e              |                | Amado Bagatsing                   | Lakas-Kampi-CMD              | 1       |
| Manilla             | 6e              |                | Bienvenido Abante jr.             | Lakas-Kampi-CMD              | 2       |
| Marikina            | 1e              |                | Marcelino Teodoro                 | Onafhankelijk                | 1       |
| Marikina            | 2e              |                | Del de Guzman                     | Liberal                      | 3       |
| Marinduque          | Lone            |                | Carmencita Reyes                  | Liberal                      | 1       |
| Masbate             | 1e              |                | Narciso Bravo jr.                 | Lakas-Kampi-CMD              | 2       |
| Masbate             | 2e              |                | Antonio Kho                       | Lakas-Kampi-CMD              | 1       |
| Masbate             | 3e              |                | Rizalina Seachon-Lanete           | NPC                          | 2       |
| Misamis Occidental  | 1e              |                | Marina Clarete                    | Nacionalista                 | 1       |
| Misamis Occidental  | 2e              |                | Herminia Ramiro                   | Lakas-Kampi-CMD              | 3       |
| Misamis Oriental    | 1e              |                | Vacant                            |                              |         |
| Misamis Oriental    | 2e              |                | Yevgeny Vicente Emano             | Nacionalista                 | 1       |
| Mountain Province   | Lone            |                | Vacant                            |                              |         |
| Muntinlupa          | Lone            |                | Rozzano Rufino Biazon             | Liberal                      | 3       |
| Negros Occidental   | 1e              |                | Julio Ledesma IV                  | NPC                          | 1       |
| Negros Occidental   | 2e              |                | Alfredo Marañon III               | Lakas-Kampi-CMD              | 2       |
| Negros Occidental   | 3e              |                | Jose Carlos Lacson                | Lakas-Kampi-CMD/UNA          | 3       |
| Negros Occidental   | 4e              |                | Jeffrey Ferrer                    | NPC                          | 1       |
| Negros Occidental   | 5e              |                | Iggy Arroyo                       | Lakas-Kampi-CMD/UNA          | 2       |
| Negros Occidental   | 6e              |                | Genaro Alvarez jr.                | NPC                          | 1       |
| Negros Oriental     | 1e              |                | Jocelyn Limkaichong               | Liberal                      | 1       |
| Negros Oriental     | 2e              |                | George Arnaiz                     | NPC                          | 1       |
| Negros Oriental     | 3e              |                | Pryde Henry Teves                 | Lakas-Kampi-CMD              | 1       |
| North Cotabato      | 1e              |                | Emmylou Taliño-Mendoza            | Lakas-Kampi-CMD              | 3       |
| North Cotabato      | 2e              |                | Bernardo Piñol jr.                | Liberal                      | 1       |
| Northern Samar      | 1e              |                | Paul Daza                         | Liberal                      | 1       |
| Northern Samar      | 2e              |                | Emil Ong                          | Lakas-Kampi-CMD              | 1       |
| Nueva Ecija         | 1e              |                | Eduardo Nonato Joson              | Onafhankelijk/BALANE         | 1       |
| Nueva Ecija         | 2e              |                | Joseph Gilbert Violago            | Lakas-Kampi-CMD              | 1       |
| Nueva Ecija         | 3e              |                | Czarina Umali                     | Lakas-Kampi-CMD              | 1       |
| Nueva Ecija         | 4e              |                | Rodolfo Antonino                  | Lakas-Kampi-CMD              | 2       |
| Nueva Vizcaya       | Lone            |                | Carlos Padilla                    | Nacionalista/Abante          | 1       |
| Occidental Mindoro  | Lone            |                | Maria Amelita Villarosa           | Lakas-Kampi-CMD              | 2       |
| Oriental Mindoro    | 1e              |                | Rodolfo Valencia                  | Lakas-Kampi-CMD              | 2       |
| Oriental Mindoro    | 2e              |                | Alfonso Umali jr.                 | Liberal                      | 3       |
| Palawan             | 1e              |                | Antonio Alvarez                   | Lakas-Kampi-CMD              | 2       |
| Palawan             | 2e              |                | Abraham Kahlil Mitra              | Liberal                      | 3       |
| Pampanga            | 1e              |                | Carmelo Lazatin                   | Lakas-Kampi-CMD              | 1       |
| Pampanga            | 2e              |                | Juan Miguel Arroyo                | Lakas-Kampi-CMD              | 2       |
| Pampanga            | 3e              |                | Aurelio Gonzales jr.              | Lakas-Kampi-CMD              | 1       |
| Pampanga            | 4e              |                | Anna York Bondoc                  | Nacionalista                 | 2       |
| Pangasinan          | 1e              |                | Arthur Celeste                    | Lakas-Kampi-CMD              | 2       |
| Pangasinan          | 2e              |                | Victor Agbayani                   | Liberal                      | 1       |
| Pangasinan          | 3e              |                | Ma. Rachel Arenas                 | Lakas-Kampi-CMD              | 1       |
| Pangasinan          | 4e              |                | Jose de Venecia jr.               | Onafhankelijk                | 3       |
| Pangasinan          | 5e              |                | Marcos Cojuangco                  | NPC                          | 3       |
| Pangasinan          | 6e              |                | Conrado Estrella III              | NPC                          | 3       |
| Parañaque           | 1e              |                | Eduardo Zialcita                  | Nacionalista                 | 3       |
| Parañaque           | 2e              |                | Roilo Golez                       | Liberal                      | 2       |
| Pasay               | Lone            |                | Jose Antonio Roxas                | Lakas-Kampi-CMD              | 1       |
| Pasig City          | Lone            |                | Roman Romulo                      | Lakas-Kampi-CMD              | 1       |
| Quezon              | 1e              |                | Wilfrido Mark Enverga             | Nacionalista                 | 1       |
| Quezon              | 2e              |                | Proceso Alcala                    | Liberal                      | 2       |
| Quezon              | 3e              |                | Danilo Suarez                     | Lakas-Kampi-CMD              | 2       |
| Quezon              | 4e              |                | Lorenzo Tanada III                | Liberal                      | 2       |
| Quezon City         | 1e              |                | Vincent Crisologo                 | Nacionalista                 | 2       |
| Quezon City         | 2e              |                | Mary Ann Susano                   | PMP                          | 2       |
| Quezon City         | 3e              |                | Matias Defensor jr.               | Lakas-Kampi-CMD              | 2       |
| Quezon City         | 4e              |                | Nanette Castelo-Daza              | Liberal                      | 3       |
| Quirino             | Lone            |                | Junie Cua                         | Lakas-Kampi-CMD              | 3       |
| Rizal               | 1e              |                | Michael John Duavit               | NPC                          | 3       |
| Rizal               | 2e              |                | Adeline Rodriguez-Zaldarriaga     | NPC                          | 1       |
| Romblon             | Lone            |                | Eleandro Jesus Madrona            | Nacionalista                 | 1       |
| Samar               | 1e              |                | Reynaldo Uy                       | Lakas-Kampi-CMD              | 3       |
| Samar               | 2e              |                | Sharee Ann Tan                    | Lakas-Kampi-CMD              | 1       |
| San Jose del Monte  | Lone            |                | Arturo Robes                      | Lakas-Kampi-CMD              | 1       |
| San Juan City       | Lone            |                | Ronaldo Zamora                    | Nacionalista                 | 3       |
| Sarangani           | Lone            |                | Erwin Chongbian                   | Lakas-Kampi-CMD/SARRO        | 3       |
| Siquijor            | Lone            |                | Orlando Fua                       | Lakas-Kampi-CMD              | 1       |
| Sorsogon            | 1e              |                | Salvador Escudero III             | NPC                          | 1       |
| Sorsogon            | 2e              |                | Jose Solis                        | Lakas-Kampi-CMD              | 3       |
| South Cotabato      | 1e              |                | Darlene Antonino-Custodio         | NPC/AIM                      | 3       |
| South Cotabato      | 2e              |                | Arthur Pingoy jr.                 | Lakas-Kampi-CMD              | 3       |
| Southern Leyte      | Lone            |                | Roger Mercado                     | Lakas-Kampi-CMD              | 2       |
| Sultan Kudarat      | 1e              |                | Datu Pax Mangudadatu              | Lakas-Kampi-CMD              | 1       |
| Sultan Kudarat      | 2e              |                | Arnold Go                         | Lakas-Kampi-CMD              | 1       |
| Sulu                | 1e              |                | Yusoph Jikri                      | NPC                          | 1       |
| Sulu                | 2e              |                | Munir Arbison                     | NPC                          | 3       |
| Surigao del Norte   | 1e              |                | Francisco Matugas                 | Lakas-Kampi-CMD/Padajon      | 1       |
| Surigao del Norte   | 2e              |                | Guillermo Romarate jr.            | Lakas-Kampi-CMD/Padajon      | 1       |
| Surigao del Sur     | 1e              |                | Philip Pichay                     | Lakas-Kampi-CMD              | 1       |
| Surigao del Sur     | 2e              |                | Florencio Garay                   | Nacionalista                 | 1       |
| Taguig              | Lone            |                | Angelito Reyes                    | Lingkod Taguig               | 1       |
| Taguig–Pateros      | Lone            |                | Maria Laarni Cayetano             | Nacionalista                 | 1       |
| Tarlac              | 1e              |                | Nikki Prieto-Teodoro              | Lakas-Kampi-CMD              | 1       |
| Tarlac              | 2e              |                | Vacant                            |                              |         |
| Tarlac              | 3e              |                | Jeci Lapus                        | Lakas-Kampi-CMD              | 1       |
| Tawi-Tawi           | Lone            |                | Nur Jaafar                        | Lakas-Kampi-CMD              | 2       |
| Valenzuela          | 1e              |                | Rexlon Gatchalian                 | NPC                          | 1       |
| Valenzuela          | 2e              |                | Magtanggol Gunigundo I            | Lakas-Kampi-CMD              | 1       |
| Zambales            | 1e              |                | Milagros Magsaysay                | Lakas-Kampi-CMD              | 2       |
| Zambales            | 2e              |                | Antonio Diaz                      | Lakas-Kampi-CMD              | 2       |
| Zamboanga City      | 1e              |                | Maria Isabelle Climaco Salazar    | Liberal                      | 1       |
| Zamboanga City      | 2e              |                | Erico Basilio Fabian              | Nacionalista                 | 2       |
| Zamboanga del Norte | 1e              |                | Cecilia Jalosjos-Carreon          | Lakas-Kampi-CMD              | 3       |
| Zamboanga del Norte | 2e              |                | Rosendo Labadlabad                | Liberal                      | 1       |
| Zamboanga del Norte | 3e              |                | Cesar Jalosjos                    | Lakas-Kampi-CMD              | 2       |
| Zamboanga del Sur   | 1e              |                | Victor Yu                         | NPC                          | 1       |
| Zamboanga del Sur   | 2e              |                | Antonio Cerilles                  | Lakas-Kampi-CMD              | 2       |
| Zamboanga Sibugay   | 1e              |                | Belma Cabilao                     | Lakas-Kampi-CMD              | 3       |
| Zamboanga Sibugay   | 2e              |                | Dulce Ann Hofer                   | Lakas-Kampi-CMD              | 1       |